# Geelbuikboeboekuil
De geelbuikboeboekuil (Ninox ochracea) is een vogel uit de familie Strigidae (Echte uilen). De vogel werd in 1866 geldig beschreven door de in Leiden werkzame Duitse dierkundige Hermann Schlegel.

## Verspreiding en leefgebied
Deze soort is endemisch op Sulawesi, een van de grotere eilanden van Indonesië.

## Status
De grootte van de populatie wordt geschat op 10-20 duizend volwassen vogels. Op de Rode lijst van de IUCN heeft deze soort de status gevoelig.